# Clinton County, Missouri
Clinton County är ett administrativt område i delstaten Missouri, USA, med 20 743 invånare. Den administrativa huvudorten (county seat) är Plattsburg.

## Geografi
Enligt United States Census Bureau har countyt en total area på 1 097 km². 1 085 km² av den arean är land och 12 km² är vatten.

### Angränsande countyn
- DeKalb County - nord
- Caldwell County - öst
- Ray County - sydost
- Clay County - syd
- Platte County - sydväst
- Buchanan County - väst